# Pražské Jezulátko

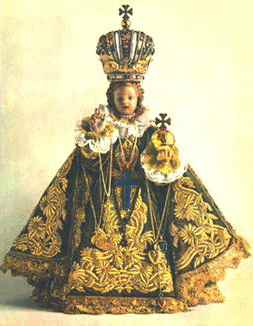
Soška v šatičkách

Pražské Jezulátko (latinsky Jesulus Pragensis) je malá dřevěná soška s povrchem vymodelovaným z barevného vosku zobrazující Ježíše Krista v útlém dětství, vystavená v chrámu Panny Marie Vítězné a svatého Antonína Paduánského na Malé Straně v Praze.

## Historie

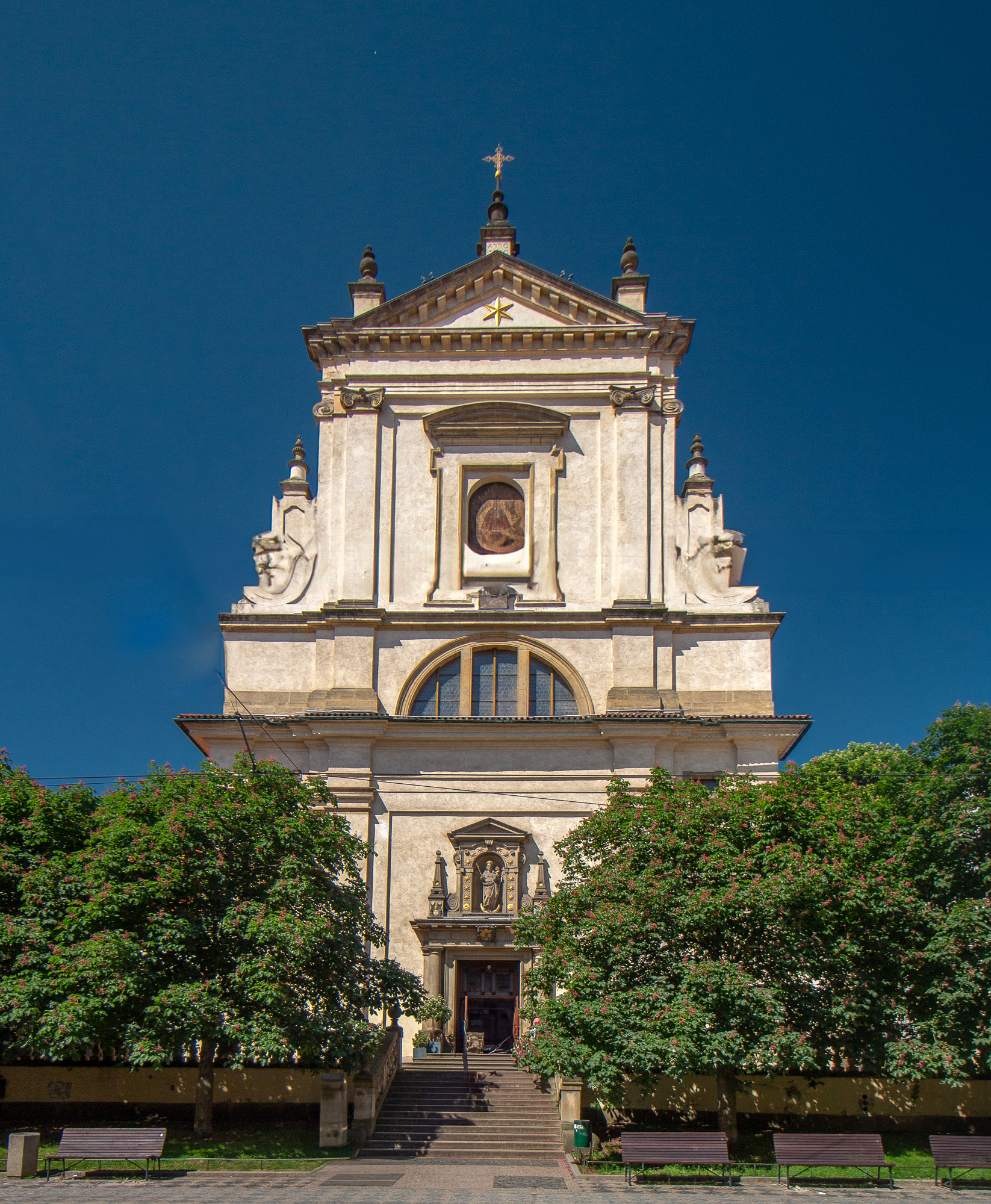
Průčelí kostela Panny Marie Vítězné

Soška pochází ze Španělska, kde byla vyrobena zřejmě kolem poloviny 16. století. Legenda vypráví, že se Ježíš ve své dětské podobě zázračně ukázal jistému mnichovi, který na základě jeho podoby tuto sošku vymodeloval. Podle další legendy vlastnila sošku svatá Terezie od Ježíše, zakladatelka bosých karmelitek, planoucí velkou láskou k Dítěti Ježíši. Sošku prý darovala své přítelkyni, jejíž dcera se chystala na cestu do Prahy. Tyto legendy se však pravděpodobně nezakládají na skutečné události.
Do kláštera karmelitánů se soška dostala v roce 1628, kdy ji se slovy „Mějte ji v uctivosti a dobře se vám povede“ karmelitánům věnovala ovdovělá Polyxena z Lobkovic, rozená z Pernštejna. Polyxena sošku dostala a přivezla do Prahy roku 1603 ke svému druhému sňatku jako svatební dar od své matky, španělské šlechtičny Marie Manrique de Lara y Mendoza, provdané v roce 1555 za Vratislava z Pernštejna, dvorní dámy manželky císaře Maxmiliána II. Soška byla zprvu uctívána v kapli Lobkovického paláce na Pražském hradě. Sošce začala být brzy po darování u karmelitánů přisuzována zázračná moc, neboť císař Ferdinand II. krátce nato nařídil, aby Česká komora vyplácela klášteru důchod a zásobovala mnichy potravinami z královských důchodů. Do kostela Panny Marie Vítězné na Malé Straně, v němž je soška Jezulátka vystavena, začalo proudit mnoho prosebníků, včetně významných šlechticů císařova dvora, jako například generál, don Baltasar Marradas i Vich. V roce 1648 její přítomnost v chrámě klášter zachránila od drancování švédskými vojáky, neboť v něm byl zřízen vojenský lazaret.
1. srpna 1961 se soška při loupežném přepadení z kostela Panny Marie Vítězné ztratila. Ačkoliv byla později objevena, okolnosti zločinu a dočasné ztráty sošky zůstávají neobjasněné.

## Popis sošky

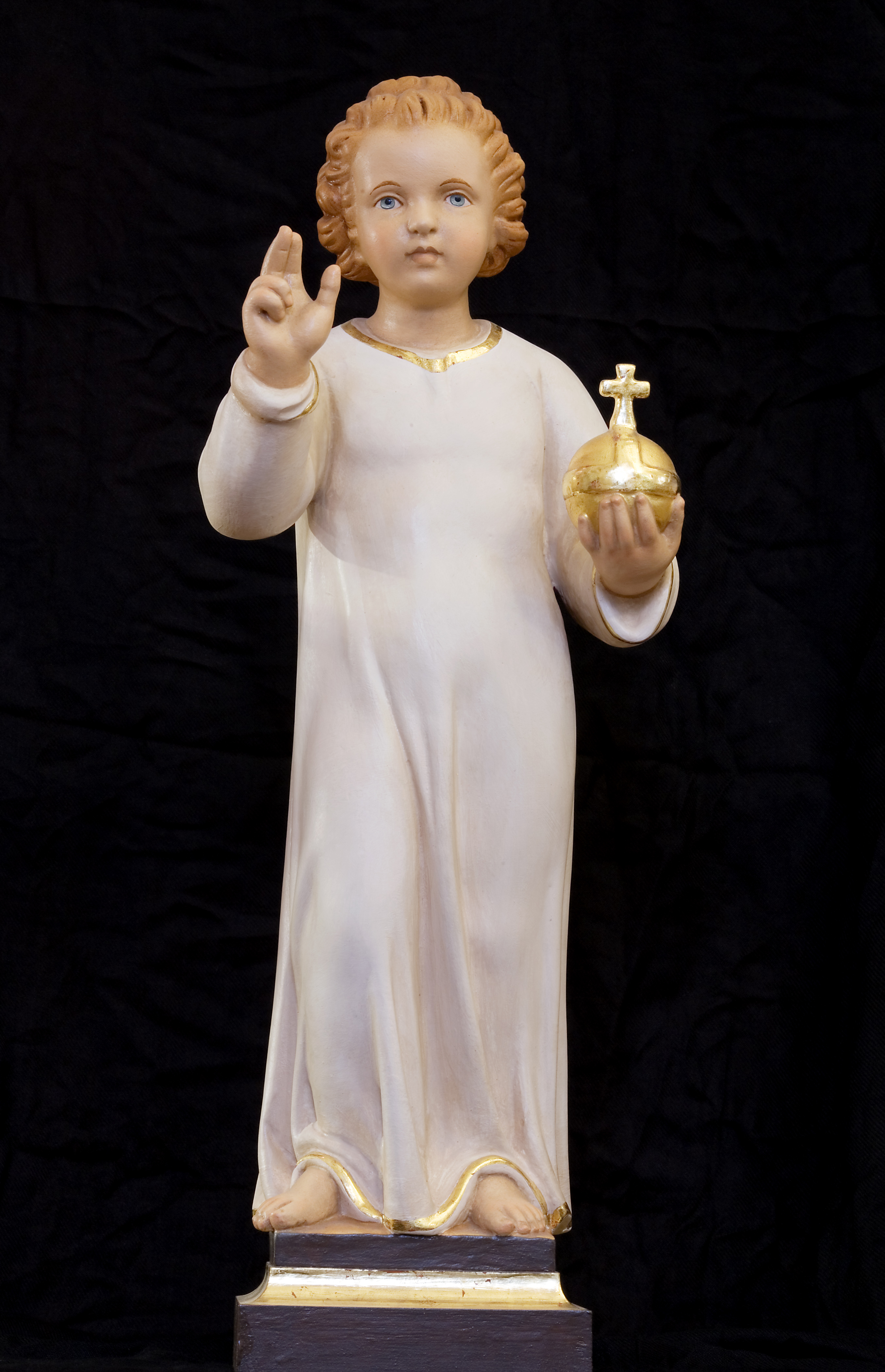
Jezulátko bez šatů

47 centimetrů vysoká plastika (včetně dvoucentimetrového dřevěného podstavce) je vyřezaná ze dřeva potaženého snad plátnem, povrch je vymodelován z barveného vosku. Voskový povrch je křehký, kvůli ochraně před poškozením je proto soška vsazena do stříbrného pouzdra sahajícího pod oblečením až do pasu. Soška představuje Ježíše jako dítě ve věku několika let, oblečeného do dlouhé splývavé košilky, zpod jejíhož dolního okraje vykukují obě bosé nožky. Líbezný obličej je velmi jemně modelován a orámován středně dlouhými vlnitými vlasy. Pravici má Ježíšek zdviženou k požehnání, v levici drží zemský glóbus završený křížem na znamení toho, že celý náš svět spočívá v jeho rukou; na hlavě má vždy královskou korunu a na prsou zavěšen pektorální křížek. Tyto královské insignie vyjadřují víru v Ježíšovo božství společnou všem křesťanům.

## Šacení Jezulátka
Jezulátko oblékají sestry karmelitky Dítěte Ježíše do královských šatů, jejichž liturgická barva (fialová, bílá, zelená, červená) se střídá podle období církevního roku a další podle církevních slavností a svátků. Bílá alba a královský oděv připomínají na jedné straně bezbrannost Božího dítěte, na druhé straně pak Ježíšův královský titul a božskou všemohoucnost.

## Korunka a šperky

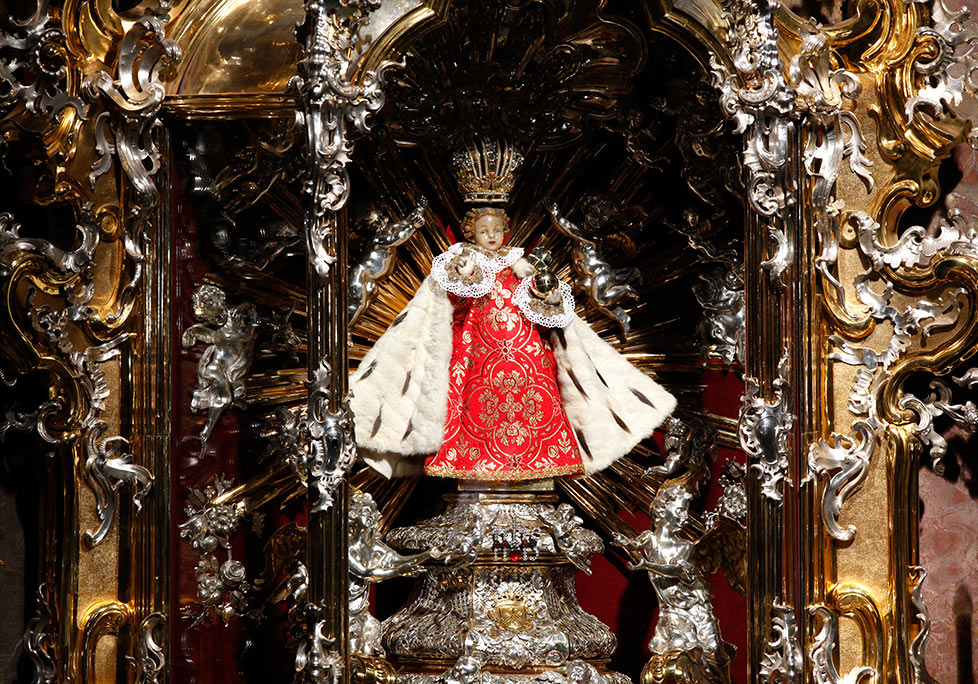
Jezulátko ve stříbrné oltářní skříni

Soška a její oltář bývaly v minulosti zdobeny četnými drobnými šperky, které pocházely z darů věřících. Nejcennějším klenotem byla dnes ztracená kopie Řádu Zlatého rouna. Neméně významné jsou skříňka ze zlaceného stříbra a barokní korunka.
První korunka z roku 1655, kterou daroval Bernard Ignác Jan z Martinic, se pravděpodobně ztratila. Korunka, která v současné době zdobí Jezulátko, byla vyrobena v letech 1810 až 1820. Kromě této korunky má Jezulátko ještě jednu z roku 1767. Obě pocházejí z dílen pražských zlatníků. Korunka se nenasazuje přímo na sošku, je připevněna samostatně těsně nad Jezulátkem.
Dne 26. září 2009, při návštěvě v chrámu Panny Marie Vítězné, daroval papež Benedikt XVI. Jezulátku novou, třetí zlatou korunku.

## Úcta

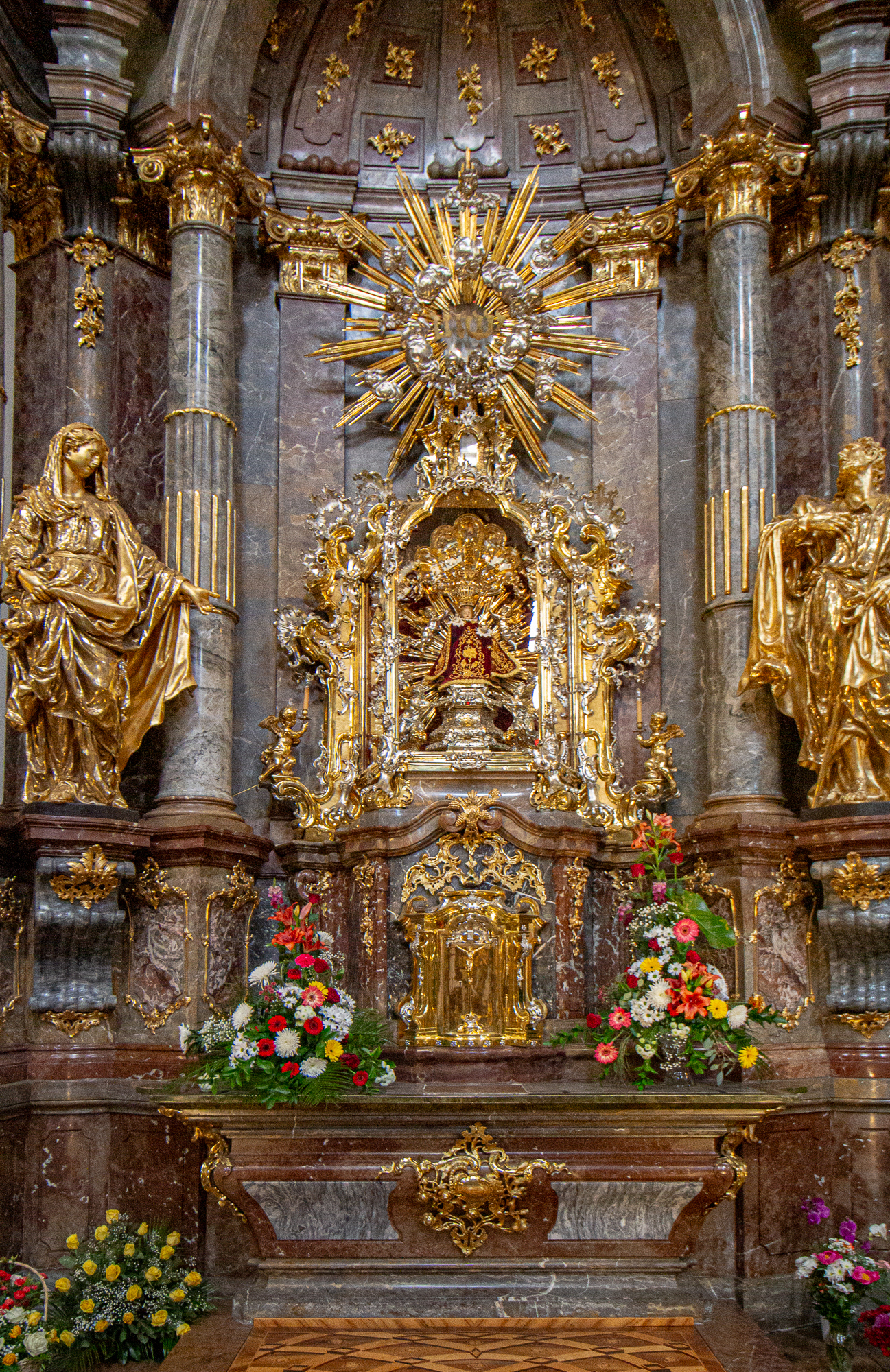
Oltář Pražského Jezulátka

I v dnešní době k sošce denně přicházejí stovky návštěvníků z desítek zemí světa. Mnohým lidem, kteří se před ní modlili k Bohu, přinesla údajně zázračná a neobvyklá vyslyšení. Lidé zde prosí o pomoc, uzdravení, mír, někteří s důvěrou očekávají narození dítěte, a mnozí se vrací, aby poděkovali.

## Příbuzní a kopie
Pražské Jezulátko není jedinou milostnou soškou stojícího malého Ježíška. Kopií Pražského Jezulátka i jemu zasvěcených oltářů jsou stovky. 
- K nejstarším středoevropským variacím, oproti Pražskému Jezulátku mírně odlišným, patří gotická soška z Bavorského národního muzea v Mnichově nebo salcburské Jezulátko. Prakticky shodnou sošku, jakési pomyslné "dvojče" Pražského Jezulátka, rovněž z 1. poloviny 16. století, představuje Mechelenské Jezulátko vystavené v pařížském Louvru. Typově velmi podobné je i Cebuánské Jezulátko, nejstarší a nejuctívanější křesťanská relikvie Filipín, jíž daroval Fernão de Magalhães krátce před svou smrtí v roce 1521 svému příteli rádžovi Humabonovi z ostrova Cebu. Žádná z těchto sošek však není kopií Pražského Jezulátka.
- Světově známé jsou mimoevropské kopie Pražského Jezulátka, vytvořené v 19.–20. století, například na Filipínách nebo v Argentině. Papež František jako argentinský arcibiskup je uctíval na oltáři katedrály v Buenos Aires.